# Trastornos alimentarios y memoria
Trastornos alimentarios y memoria. Existen muchos trastornos de memoria como resultado o causa de los trastornos alimentarios. Los trastornos alimentarios  se caracterizan por patrones alimentarios anormales y perturbados que afectan la vida de las personas que se preocupan en extremo por su peso. Estos patrones alimentarios anormales implican una ingesta de alimentos inadecuada o excesiva, lo que afecta la salud física y mental del individuo.
En cuanto a la salud mental, las personas con trastornos alimentarios parecen tener deterioro en el funcionamiento ejecutivo, la capacidad visual-espacial, la atención dividida y sostenida, el funcionamiento verbal, el aprendizaje y la memoria. Algunos deterioros de la memoria encontrados en personas con TA se deben a deficiencias nutricionales, así como a diversos sesgos cognitivos y atencionales. Se han encontrado diferencias neurobiológicas en personas con TA en comparación con individuos sanos, y estas diferencias se reflejan en deterioros de memoria específicos. Existen ciertos tratamientos y efectos de tratamientos dirigidos a estos deterioros de memoria específicos de los TA. La investigación en animales y las áreas de investigación futura en relación con TA y memoria también son fundamentales para comprender los efectos de los TA en la memoria. Hay tres diagnósticos particulares de trastornos alimentarios que se han relacionado con deterioros de memoria: anorexia nerviosa (AN), bulimia nerviosa (BN) y trastorno por atracón (TA).

Muchas áreas del cerebro se ven afectadas por los trastornos alimentarios, y esto se refleja en el rendimiento de la memoria

## Deterioro de la memoria

### Prejuicios de la memoria
Las personas con trastornos alimentarios muestran una tendencia aumentada a dirigir su atención hacia el procesamiento irregular de pensamientos relacionados con la alimentación y los sesgos atencionales, en comparación con individuos sin trastornos alimentarios.Estudios han sugerido una fuerte conexión entre los trastornos alimentarios y el procesamiento de información como la atención y la memoria.Todos los tipos de trastornos alimentarios (bulimia nerviosa, anorexia nerviosa y Trastorno alimentario no especificado (Eating Disorder Not Otherwise Specified -EDNOS) y el Otro trastorno alimentario y de la alimentación especificado (Other Specified Feeding and Eating Disorder-OSFED)  muestran consistentemente sesgos atencionales hacia estímulos relacionados con el trastorno específico de su TA.Ejemplos de estímulos relacionados con el trastorno incluyen alimentos, forma, peso y tamaño. Esta atención intensificada hacia los estímulos relacionados con el trastorno conduce a niveles más altos de codificación, consolidación y recuperación de esta información, actuando como una posible causa para el mantenimiento mental del o los trastornos.
Las personas con trastornos alimentarios muestran varios sesgos de memoria y atención hacia la comida, la forma, el peso y el tamaño. Los sesgos específicos de memoria incluyen:
- Olvido dirigido: las personas con trastornos alimentarios, especialmente anorexia nerviosa, muestran más dificultad para olvidar información o señales relacionadas con el cuerpo, la forma y la comida que aquellas sin trastornos alimentarios.[7] Esto conduce a una mayor disponibilidad de tales recuerdos, facilitando el mantenimiento del trastorno alimentario.
- Relacionado con el esquema: muestran percepciones maladaptativas de la comida, la forma, el peso y el yo que conducen a una atención obsesiva y una memoria mejorada para estos elementos,[9] lo que lleva al mantenimiento del pensamiento y el comportamiento alimentario del trastorno.[10] Los recuerdos de estos elementos se codifican y recuperan con mayor facilidad en comparación con otra información. [11]La mayoría de la investigación en esta área se ha centrado en personas con anorexia nerviosa. Se utilizan tareas de recuerdo dirigido, tareas de reconocimiento y pruebas de tarea Stroop para estudiar estos efectos.[12] Algunos estudios han mostrado resultados contradictorios en cuanto a la atención aumentada y la memoria mejorada de las personas con trastornos alimentarios,[10] sin embargo, la diferencia podría atribuirse a una respuesta inducida por la ansiedad y comportamientos de evitación. Esto podría causar deterioros en la capacidad de recordar la información aprendida en las personas, y sugiere que se necesita realizar más investigaciones en esta área para comprender mejor la relación entre los sesgos relacionados con el esquema y los trastornos alimentarios.[10]
- Sesgo selectivo de memoria: se han realizado estudios en personas con bulimia nerviosa, sugiriendo que existe un sesgo selectivo de memoria para elementos relacionados con el peso positivos y negativos en comparación con elementos emocionales.[13] También se encontraron sesgos hacia elementos relacionados con la comida, un hallazgo común en personas con depresión.[13]

## Memoria explícita

### Anorexia nerviosa
Los pacientes con AN muestran un fuerte sesgo de memoria explícita hacia palabras relacionadas con la anorexia. En un estudio, los participantes (grupo AN en comparación con un grupo de control) se les presentó una lista de palabras divididas en cuatro categorías: positivas, negativas, neutrales y relacionadas con la anorexia. Luego fueron evaluados explícitamente con un recuerdo dirigido y se encontró que los participantes con AN favorecían mejor las palabras relacionadas con la anorexia, mostrando un sesgo de memoria relacionado con el esquema. También se evaluó a los participantes implícitamente con pruebas de completar tallos de palabras, pero no se encontró sesgo implícito.
En otro estudio, se descubrió que los participantes con AN tenían menos capacidad para concentrarse en presencia de distractores explícitos, así como un sesgo cognitivo consciente hacia palabras relacionadas con la enfermedad. Estos sesgos explícitos se asociaron con una mayor duración de la enfermedad. Un estudio diferente caracterizó a los pacientes con AN como personas con dificultades para integrar experiencias positivas y negativas, y que la duración de la enfermedad también afectaba estos síntomas y reforzaba estas alteraciones. Los resultados de estos estudios sugieren que existen diferencias claras en el procesamiento cognitivo explícito de estímulos entre individuos con AN y controles sanos, y que la duración de la enfermedad puede afectar el alcance de estos sesgos de memoria.
Un estudio diferente mostró que los pacientes con AN actualmente enfermos tenían problemas con el recuerdo verbal inmediato y retardado; estas desventajas también se encontraron en individuos con AN recuperados en peso. No hubo diferencia entre los controles sanos y los pacientes con AN en la memoria de trabajo, solo en la función de memoria. Este estudio demuestra que no solo se encuentran sesgos de memoria en individuos con AN, sino también deterioros de la memoria.
Se han encontrado déficits de memoria autobiográfica en individuos con AN. Un estudio encontró que los pacientes con AN con antecedentes de abuso sexual tenían alteraciones en su memoria autobiográfica caracterizada por su mayor recuerdo de memoria general. Otro estudio encontró que los pacientes anoréxicos se caracterizan por una sobre generalización tanto de los recuerdos autobiográficos positivos como negativos, lo que se correlaciona positivamente con la duración de la enfermedad. El deterioro de los recuerdos tanto positivos como negativos sugiere un deterioro general en el acceso a los recuerdos emocionales, por lo tanto, los pacientes anoréxicos son más propensos a suprimir o controlar no solo el afecto negativo sino también el positivo. Una hipótesis sugiere que estos recuerdos más generales son los que permiten a estos pacientes reducir el impacto de un evento negativo.

### Bulimia nerviosa
En un estudio, los participantes (con BN y controles sanos) fueron expuestos a anuncios televisivos que eran neutrales, relacionados con la comida o relacionados con la imagen corporal. Se realizaron pruebas de recuerdo y reconocimiento para evaluar un sesgo de memoria explícita. En comparación con los controles sanos, los pacientes con BN tuvieron menos recuerdo y reconocimiento para estímulos relacionados con la imagen corporal. Esto sugiere que los individuos con BN evitan la codificación/procesamiento de estímulos relacionados con la imagen corporal y tienen un sesgo selectivo de memoria.

### Trastorno por atracón
El Trastorno por Atracón, también conocido como Binge Eating Disorder (BED),se define por episodios en los cuales una persona consume grandes cantidades de comida en un período de tiempo limitado, sintiendo una falta de control sobre su alimentación. Durante estos episodios, se ingiere más comida de la que una persona típicamente comería en circunstancias similares.
Individuos obesos con trastorno por atracón han sido comparados con controles obesos para ver si existen diferentes sesgos de memoria explícita entre estos dos grupos de personas. Se encontró que ambos grupos mostraban un sesgo hacia palabras negativas, pero los individuos con BED recordaban menos a menudo palabras positivas. Esto demuestra un sesgo de memoria explícita en el que los individuos con BED evitan codificar o prestan menos atención a palabras positivas y enfocan su atención consciente casi exclusivamente en palabras negativas. Esto es similar al sesgo selectivo de memoria mencionado anteriormente.

### Memoria implícita
Anteriormente se pensaba que los individuos con trastornos alimentarios tenían diferentes sesgos de memoria implícita y actitudes hacia la comida, dependiendo del tipo de trastorno alimentario. El Trastorno por atracón se asociaba con una evaluación positiva de la comida y la anorexia y la bulimia se asociaban con una evaluación negativa de la comida. Sin embargo, esto resultó no ser el caso. No hubo diferencias implícitas en las actitudes afectivas hacia los alimentos entre comedores con alto y bajo control. Esto sugiere que, independientemente del tipo de trastorno alimentario, los individuos con trastornos alimentarios perciben la comida de manera similar y tienen actitudes implícitas similares hacia ella.
Centrándonos en la obesidad, se ha encontrado que los individuos obesos tienen actitudes más negativas hacia los alimentos altos en grasas que un grupo de control con peso normal. También se ha descubierto que los niños, especialmente los niños obesos, eran más rápidos al presionar una tecla positiva que una tecla negativa para la comida. Estas diferentes actitudes hacia la comida en diferentes edades podrían representar diferentes etapas en el desarrollo de la obesidad. Se podrían realizar investigaciones futuras para explorar estos efectos encontrados en la obesidad y determinar si se observan efectos similares en individuos con trastorno por atracón y quizás también en individuos con anorexia y bulimia.

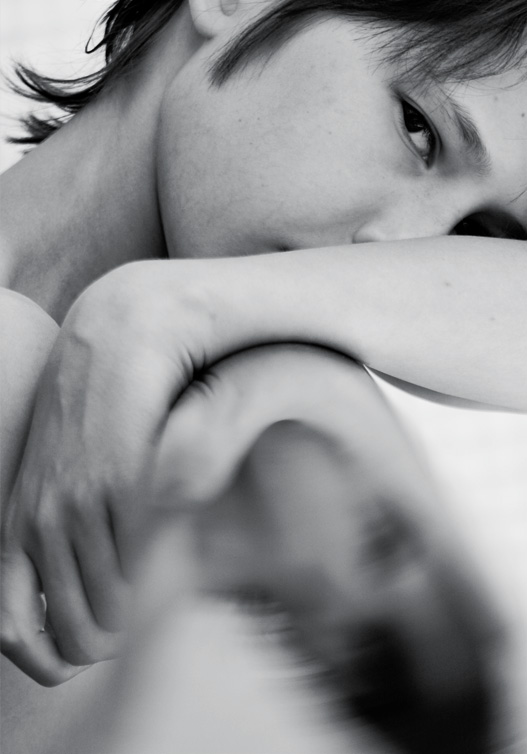
Se ha demostrado que las personas con trastornos alimentarios desarrollan afectos negativos en situaciones sociales y, por lo tanto, aprenden a esperar que los demás no estén disponibles y sean insensibles a sus necesidades.

## Otros
Un estudio sobre los efectos del condicionamiento primario combinado con potenciales relacionados con eventos (ERP) y reacciones conductuales, investigó las asociaciones explícitas e implícitas entre forma, peso y autoevaluaciones. Esto se hizo mediante frases de condicionamiento primario relacionadas con la forma/el peso y palabras objetivo. Se recopilaron ERP, tiempos de reacción y calificaciones de los sujetos, y se analizaron los efectos del condicionamiento primario. Los resultados mostraron que había efectos de condicionamiento primario más fuertes en pacientes con AN y BN en comparación con controles sanos, lo que muestra que los pacientes con trastornos alimentarios (TA) asocian preocupaciones sobre la forma/el peso no solo con la apariencia, sino también con dominios de autoevaluación no relacionados con la apariencia, como las relaciones interpersonales y también con el logro y el desempeño. 
La cognición social es la comprensión y la acción en situaciones interpersonales, e incluye procesos cognitivos involucrados en cómo las personas perciben e interpretan la información sobre sí mismas, los demás y las situaciones sociales. La disfunción del control social puede desempeñar un papel en los trastornos alimentarios. Se ha demostrado que las mujeres con TA tienen niveles más bajos de atribución afectiva negativa en comparación con controles sanos, lo que sugiere que aprenden a esperar que los demás estén no disponibles e insensibles a sus necesidades. Además, estas pacientes tuvieron menos éxito en codificar correctamente las relaciones causa-efecto en contextos sociales y se ha sugerido que su capacidad para mentalizar experiencias está deteriorada. Además de los deterioros en la cognición social, se ha encontrado que las personas con TA tienen una incapacidad para reconocer, etiquetar y responder a diferentes estados emocionales, y presentan deterioro en tareas de reconocimiento visual.

### Demencia

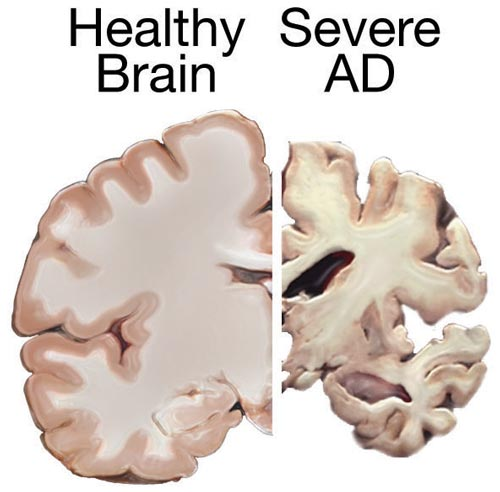
Un cerebro sano (Healthy Brain) comparado con un cerebro que sufre la enfermedad de Alzheimer (Severe AD)

La demencia es un trastorno caracterizado por múltiples déficits en la cognición, incluyendo deterioros en la memoria. Pacientes con diversas formas de demencia tienen deterioro en sus actividades de la vida diaria, incluyendo la alimentación, y se han encontrado trastornos alimentarios en pacientes con demencia. Los pacientes con demencia frontotemporal (DFT) tienden a tener un trastorno alimentario donde experimentan antojos de comida y tienen dificultad para controlar la cantidad y tipo de alimentos consumidos, pero su memoria y funcionamiento espacial no se ven afectados. Mientras tanto, los pacientes con enfermedad de Alzheimer (EA) no tienen este deterioro, pero su pérdida de memoria y espacial está afectada negativamente. Hallazgos similares se mostraron donde los pacientes con demencia fronto-variante frontotemporal (fvDFT) muestran síntomas más graves y frecuentes de trastornos alimentarios que los pacientes con EA.Los trastornos alimentarios en pacientes con demencia han sido rastreados hasta lesiones en los circuitos subcorticales frontales, incluido el circuito cingulado anterior, y los datos sugieren que los trastornos alimentarios parecen ser características distintivas de los síndromes conductuales en grupos de pacientes con fvDFT.

## Neurobiología
Se han encontrado diferencias neurobiológicas entre individuos con trastornos alimentarios (TA) e individuos sanos. Estas diferencias se reflejan en habilidades y capacidades de memoria. A continuación, se destacan algunas de las principales diferencias neurobiológicas:

Lóbulo frontal izquierdo en rojo dentro de un cráneo

### Anorexia nerviosa
Se han encontrado desequilibrios en la actividad de ciertos receptores de serotonina en regiones de asociación cortical, incluidos los lóbulos frontales, en individuos con AN y pueden ser la causa de la alteración en su memoria de trabajo, atención, motivación y concentración. Además, se implica que la capacidad de los individuos con AN para activar recuerdos remotos, aprender nueva información, planificar con anticipación, regular acciones según estímulos ambientales y cambiar conjuntos de comportamiento adecuadamente están todos implicados. Algunas personas con anorexia nerviosa (AN) tienen una incapacidad para cambiar sus patrones de respuesta, lo que ha sido relacionado con alteraciones encontradas en las vías corticales y subgenuales cíngulo - temporales mediales de estos individuos.

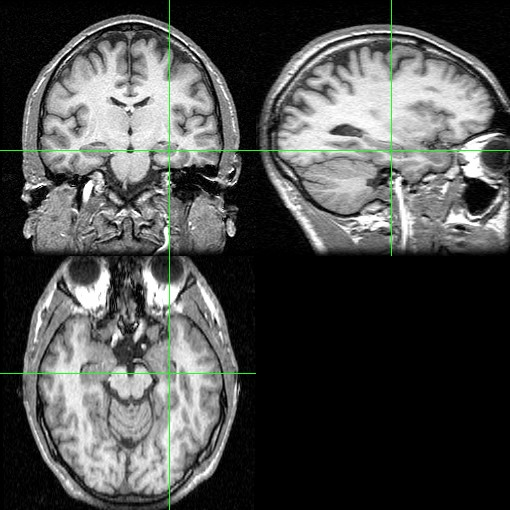
Una resonancia magnética con el hipocampo indicado en una vista coronal, lateral y horizontal.

La reducción del flujo sanguíneo en el sistema límbico de las personas con AN es lo que principalmente explica su deterioro en el funcionamiento cognitivo. Más específicamente, el conjunto de estructuras en el sistema límbico, incluidos los lóbulos temporales y estructuras adyacentes como el hipotálamo, la amígdala y el hipocampo, son importantes en la memoria, así como en la emoción, la regulación del apetito, la motivación y la percepción, y por lo tanto están implicados. La reducción del flujo sanguíneo cerebral a estas áreas también se ha asociado con alteraciones en la memoria visual compleja, procesamiento de información mejorado y habilidad visuoespacial.
Se ha informado que las personas con AN tienen una exposición prolongada a niveles elevados de corticosteroides, una clase de productos químicos involucrados en el estrés y el comportamiento, y la exposición prolongada a corticosteroides se ha asociado con alteraciones en la memoria y el aprendizaje. El hipocampo es una área del cerebro densa en receptores de corticosteroides, y por lo tanto puede ser lo que medie estas alteraciones.

### Bulimia nerviosa
La activación de la corteza prefrontal medial se ha mostrado en algunos estudios como reflejo de la evaluación de esquemas del yo sobre información relevante, y podría ser utilizada para investigar las representaciones de la imagen corporal en individuos con bulimia nerviosa (BN). Además, se ha implicado un aumento de la activación en áreas del cerebro asociadas con el procesamiento de la información, como la corteza prefrontal medial dorsal y anterior (mPFC), áreas adyacentes de la corteza cingulada y la corteza cingulada posterior y el precuneus, lo que significa que la memoria de trabajo utilizada para manipular activamente la información en estos individuos se ve afectada.
Se ha encontrado que áreas del cerebro como la ínsula y la corteza cingulada anterior (CCA) están perturbadas en individuos con BN. Estas áreas están involucradas en la autorregulación, así como en el control ejecutivo que controla los procesos cognitivos, incluida la memoria de trabajo, y pueden ser la razón de la alteración.

### Aumento de la ingesta compulsiva
Se ha encontrado un aumento de la dopamina en el cuerpo estriado y el putamen en personas con ingesta compulsiva, y estudios han encontrado una disminución en un transportador específico de serotonina (5-HT) en personas con ingesta compulsiva en comparación con controles. Tanto el núcleo caudado como el putamen conforman el estriado dorsal y son importantes como parte del sistema de memoria del cerebro. La dopamina es necesaria para permitir que estas estructuras funcionen correctamente y, por lo tanto, esto se ve afectado en individuos con trastornos de ingesta compulsiva, sin embargo, el mecanismo exacto es desconocido.
Se ha encontrado una disregulación del circuito límbico ventral en personas que tienen ingesta compulsiva. El circuito límbico ventral es importante en la regulación del comportamiento alimentario e incluye las amígdalas, la ínsula, el estriado ventral, las regiones ventrales de la corteza cingulada anterior y la corteza orbitofrontal. Se ha encontrado una activación más fuerte de la corteza orbitofrontal en pacientes con ingesta compulsiva en comparación con controles de peso normal, cuando ven imágenes de alimentos.

### Condicionamiento
La regulación de la alimentación está controlada por áreas del cerebro involucradas en el refuerzo del comportamiento. Las cualidades gratificantes de los alimentos, incluido el sabor y el olor, activan regiones del cerebro que están afectadas en pacientes con anorexia nerviosa (AN) y bulimia nerviosa (BN), incluida la corteza orbitofrontal (OFC), la corteza cingulada anterior (ACC), el área temporal anteromedial y la ínsula.
Normalmente, comer es placentero cuando una persona tiene hambre y menos placentero cuando está llena. La activación neuronal en la OFC disminuye cuando una persona está llena, sin embargo, hay una alteración en esta vía en individuos con AN y BN. Por lo tanto, los pacientes con AN tienen poca respuesta a la comida o una respuesta rápida a estar llenos, y los pacientes con BN tienen una respuesta exagerada a la comida o una disminución en la sensación de estar llenos.
Las áreas de la corteza reciben señales de estar llenas desde el intestino a través de mecanismos subcorticales que incluyen el tálamo, que transmite información desde sistemas asociados en el hipotálamo. El hipotálamo proyecta hacia el núcleo accumbens (NAcc), que está involucrado en el sistema de recompensa de la alimentación. Se ha encontrado que un aumento de acetilcolina extracelular de interneuronas en el NAcc está asociado con la interrupción de la alimentación, y se ha encontrado que la desregulación de este mecanismo está presente en el sistema de recompensa alimentaria en estudios de trastornos alimentarios.

### Imagen corporal
Las neuronas ubicadas en diferentes estructuras del lóbulo temporal medial son las responsables de la transformación de una representación egocéntrica a una representación allocéntrica en el espacio. El hipocampo genera representaciones allocéntricas para la memoria a largo plazo, y la corteza parietal, la corteza retrosplenial, la corteza entorrinal y el hipocampo forman parte de una red que procesa información espacial allocéntrica. La corteza entorrinal lateral lleva información no espacial desde la corteza perirrinal hasta el hipocampo dorsal, donde luego se combina con la corteza entorrinal medial para crear representaciones de objeto-lugar o evento-lugar en el hipocampo.
Se cree que la alteración de la transformación de una representación egocéntrica a una allocéntrica de uno mismo está detrás del origen de la obesidad y los trastornos alimentarios, donde la experiencia impulsada por la percepción egocéntrica de la imagen corporal real de un individuo no puede cambiar la experiencia impulsada por la memoria allocéntrica de una imagen corporal negativa, y por lo tanto, el individuo está "atrapado" en una visión allocéntrica de una representación negativa de su cuerpo. Además, el estrés y el estrés crónico pueden causar daño al hipocampo a través de la actividad abrumadora de la amígdala sobre el hipocampo.

## Deficiencias nutricionales y memoria
La nutrición ha demostrado tener efectos en las habilidades cognitivas y la memoria espacial. Las células neuronales y gliales del cerebro requieren suficientes nutrientes para obtener energía y realizar funciones cognitivas importantes como la atención y la memoria, y sin un suministro constante de nutrientes, incluyendo glucosa, ácidos grasos y vitaminas B1 (tiamina), la activación neuronal necesaria para las funciones de la memoria se ve afectada. Las personas con trastornos alimentarios a menudo carecen de la capacidad para consumir la cantidad requerida de estos nutrientes, lo que resulta en deficiencias cognitivas notables, como aquellas necesarias para el funcionamiento adecuado de la memoria.

Áreas del cerebro afectadas por la glucosa, lóbulo frontal (rosa), lóbulo temporal (amarillo) y lóbulo parietal (azul).

La glucosa es la fuente de energía preferida para el cerebro, representando el 25% del consumo de glucosa del cuerpo, a pesar de ser solo el 2% del peso total del cuerpo. Se ha encontrado que la glucosa, junto con la serotonina, tiene efectos significativos dentro de las regiones de la corteza cingulada, lóbulo frontal, lóbulo temporal y lóbulo parietal del cerebro, incluso en aquellos con anorexia. Individuos con trastornos alimentarios como la bulimia y la anorexia muestran un metabolismo neural más bajo de la glucosa, posiblemente debido a las consecuencias neuronales del trastorno y/o debido a una ansiedad o depresión elevadas. Estudios han indicado la importancia de la glucosa en la memoria, mostrando que niveles reducidos de glucosa en el cerebro afectan la capacidad de recuperar recuerdos. La mayoría de las evidencias sugieren que los graves deterioros negativos son debido a la privación o restricción prolongada de glucosa a largo plazo, como los observados en individuos afectados por trastornos alimentarios, sin embargo, los efectos también se han estudiado a corto plazo con alteraciones negativas de la memoria observadas en individuos que consumieron desayuno en comparación con los que no lo hicieron.
El cerebro contiene concentraciones más altas de lípidos que cualquier otro órgano del cuerpo, siendo el tipo más prominente los ácidos grasos poliinsaturados (AGPI), como los ácidos grasos omega-3 (ω-3). Se ha evidenciado que la ingesta baja de grasas ocurre durante la pérdida de peso en adolescentes con trastornos alimentarios. Los ácidos grasos ω-3 de la dieta desempeñan un papel especialmente importante en la prevención de trastornos neuropsiquiátricos como la depresión y la enfermedad de Alzheimer. Estudios con modelos animales han demostrado que las deficiencias de ω-3 resultan en una plasticidad sináptica disminuida, un aprendizaje, memoria y rendimiento emocional comprometidos más adelante en la vida.
Todas las vitaminas del complejo B desempeñan un papel en ayudar al sistema nervioso a funcionar correctamente. La vitamina B1 (tiamina) es una vitamina B importante y está asociada con el síndrome de Korsakoff, un trastorno neurológico debido a la falta de vitamina B1. El abuso crónico del alcohol es la causa principal de este síndrome, pero desafortunadamente, aunque la suplementación puede mejorar la coordinación muscular, generalmente no puede revertir la pérdida de memoria. Estudios de casos han informado que la comorbilidad entre los trastornos alimentarios y el abuso de sustancias es un problema de salud significativo para las mujeres, y el subgrupo de pacientes con AN que también abusan del alcohol tienen un riesgo particular de desarrollar el síndrome de Korsakoff. En otros estudios sobre la deficiencia de tiamina, se han observado deterioros en la memoria espacial, la amnesia retrógrada, la memoria episódica y la memoria de trabajo.

## Modelos animales utilizados en trastornos alimentarios
Los modelos animales han contribuido en gran medida al entendimiento actual de los trastornos alimentarios y la obesidad, de diferentes maneras y en diferentes medidas; una de las principales razones es la diferencia en la fisiopatología de estos trastornos. Una característica específica de los trastornos alimentarios que no se comparte con el comportamiento animal es la elección personal de restringir la ingesta de alimentos. La idoneidad y limitaciones de los modelos animales en estudios sobre trastornos alimentarios humanos han sido discutidas en varias revisiones. Se han descrito varios tipos de modelos animales que incluyen: modelos etiológicos, isomórficos, mecanicistas y predictivos.

### Anorexia nerviosa
El modelo de anorexia basado en la actividad ha sido uno de los modelos animales más adecuados para estudiar la anorexia nerviosa (AN). Los aspectos conductuales importantes de la AN, como el impulso por la actividad, la restricción de la ingesta de alimentos durante el hambre y otras consecuencias fisiológicas de la desnutrición, se reproducen en este modelo. El modelo "actividad/estrés" produce inmunodeficiencia inducida por la inanición y diversas complicaciones no observadas en individuos con AN. Los modelos de "separación" implican la separación física como un estresor para inducir una condición similar a la depresión; esto incluye una disminución en la alimentación, pérdida de peso y varios cambios cognitivos. Los estudios con modelos animales que simulan la pérdida de apetito no son adecuados para replicar la AN porque se basan fundamentalmente en la suposición de pérdida de apetito.

### Bulimia nerviosa
Dos factores principales que se han encontrado como contribuyentes a la ingesta compulsiva en pacientes con bulimia nerviosa (BN) son: el estrés y las emociones negativas. Un modelo de BN produce hiperfagia inducida por estrés, donde las ratas pasan por períodos de alimentación restringida y luego tienen acceso libre a los alimentos; esto imita el ayuno intermitente autoimpuesto y la ceder a la comida de los pacientes con BN. Se han utilizado modelos de alimentación simulada en ratas para presentar el defecto en los mecanismos de saciedad en BN debido al vómito o la purga después de la ingesta de alimentos.Se sabe que múltiples mecanismos regulan el patrón de las comidas, aunque para estudiarlos, se deben conocer los patrones precisos de consumo de los pacientes con BN; estos patrones de ingesta aún se están estudiando actualmente.
Otros modelos de ingesta compulsiva han utilizado varias combinaciones de estrés, acceso limitado a alimentos opcionales y/o ciclos de restricción/refeeding, junto con alimentación programada. Estos modelos específicos han podido abordar el aspecto consumativo de BN y han demostrado ser útiles para probar los efectos de los fármacos en el comportamiento de ingesta. Debido a las diferencias en la respuesta farmacológica entre roedores y humanos, el desarrollo de nuevos fármacos se ha centrado en la prueba de fármacos específicamente en sujetos humanos.

### Trastorno por atracón
El desarrollo de modelos animales para el trastorno por atracón ha sido necesario, ya que los mecanismos subyacentes de los efectos fisiológicos y neuronales no se comprenden muy bien. Dado que los aspectos emocionales como la angustia y la pérdida de control resultan difíciles de modelar en animales, se intentó imitar la característica central del trastorno por atracón. La alimentación simulada fue el modelo más destacado utilizado para estudiar el TPA.

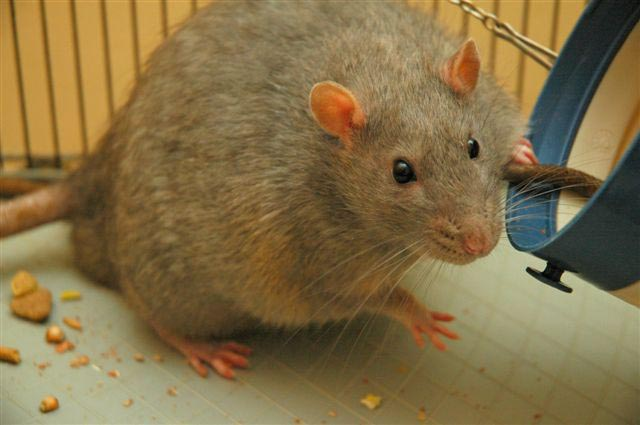
Una rata Zucker que ha desarrollado diabetes debido a un trastorno genético que provoca la obesidad.

### Obesidad
Los modelos animales han proporcionado conocimientos clave sobre las vías biológicas centrales y periféricas que regulan el peso corporal y el equilibrio energético. Han demostrado ser efectivos y críticos para examinar influencias ambientales, además de identificar objetivos terapéuticos y tratamientos. Los modelos animales han podido determinar que la desnutrición, el estrés materno y las inyecciones de insulina pueden predisponer a la descendencia a la obesidad en la edad adulta. Estudios anteriores han identificado el efecto de la hormona adipocítica leptina, revelan que los tratamientos con leptina revierten la obesidad en ratones knockout (ob/ob), y que las ratas diabéticas (db/db)y las ratas Zucker obesas (fa/fa) muestran fenotipos de obesidad similares. El trabajo de caracterización de síndromes de obesidad en roedores que surgen espontáneamente a partir de mutaciones genéticas únicas ha sido fundamental en la investigación sobre la obesidad. Para 2007, se habían caracterizado 10 mutaciones génicas únicas que deliberadamente provocan un fenotipo de obesidad. Actualmente, muchos investigadores están utilizando modelos animales para analizar las influencias genéticas, neurales y fisiológicas sobre la susceptibilidad a la obesidad inducida por la dieta.

## Tratamientos

### Reserva neurocognitiva
Se ha demostrado que la cognición en individuos con anorexia nerviosa (AN) mejora después del tratamiento. Se ha encontrado que la edad, la educación, la depresión, el índice de masa corporal (IMC), la duración de la enfermedad y la longitud de la hospitalización no estaban relacionados con el funcionamiento cognitivo durante la hospitalización y la mejora neuropsicológica. Uno de los predictores de deterioro cognitivo en individuos con AN es su reserva cognitiva, donde una mayor reserva cognitiva conduce a una mayor capacidad de recuperación frente al deterioro cognitivo. El nivel de reserva cognitiva predice la mejora en la función neuropsicológica, incluida la memoria verbal, la fluidez semántica, la atención auditiva básica y la construcción visuoespacial. Además, se ha encontrado que el nivel de reserva cognitiva está asociado con diferentes pronósticos de AN y, por lo tanto, el tratamiento puede modificarse en función de la reserva cognitiva, donde las personas que pueden experimentar déficits neuropsicológicos más graves pueden necesitar más ensayos y prácticas repetidas de habilidades durante el tratamiento.

### Entrenamiento competitivo de la memoria
La baja autoestima se considera un aspecto importante de varios trastornos alimentarios (TA).Las opiniones implícitas y las que se refieren a uno mismo son los principales problemas de la baja autoestima, y el entrenamiento competitivo de la memoria (COMET, por sus siglas en inglés) se desarrolló como un método de tratamiento para individuos con TA con el fin de atacar estas opiniones. COMET tiene como objetivo hacer que el conocimiento que los pacientes ya poseen sea más fácilmente recuperado de la memoria a largo plazo al fortalecer la recuperación de representaciones funcionales que compiten con representaciones disfuncionales.
COMET enfatiza los recuerdos positivos utilizando imágenes, postura y expresiones faciales, autoverbalizaciones y música. COMET estimula la saliencia emocional de los conceptos de sí mismo funcionales escribiendo historias sobre escenas donde las características positivas están en acción y se conectan repetidamente declaraciones positivas de uno mismo con las escenas. Otras técnicas de COMET utilizadas para promover la saliencia emocional incluyen los movimientos deliberados de postura, expresiones faciales e imágenes. La música seleccionada por los pacientes con TA se utiliza para estimular el estado de ánimo positivo. COMET promueve una recuperación más alta y competitiva al activar repetidamente el conocimiento positivo de uno mismo emocionalmente mejorado, y luego este conocimiento se asocia con situaciones y señales que desencadenan estos conceptos negativos disfuncionales de uno mismo. En general, los estudios han confirmado que COMET, además de la terapia regular, mejora la autoestima en individuos con trastornos alimentarios y baja autoestima.

### Realidad virtual
Un marco de referencia es una forma en que alguien puede representar su ubicación en el espacio, y la evidencia ha demostrado que nuestra experiencia espacial implica la combinación de nuestras entradas sensoriales de dos marcos de referencia específicos, incluidos el egocéntrico y el allocéntrico. La capacidad de representar y recordar objetos, incluido nuestro propio cuerpo, cambia según nuestros marcos de referencia, donde una postura egocéntrica representa objetos en relación con nosotros mismos, mientras que una postura allocéntrica representa objetos independientes de nosotros. Estos marcos de referencia influyen en cómo se almacenan y recuperan los recuerdos, donde en el marco egocéntrico, un individuo ve un evento desde su propia perspectiva, mientras que en el marco allocéntrico, un individuo se ve a sí mismo participando en el evento como lo haría un observador.
En la cultura occidental, el cuerpo se considera un símbolo personal donde la delgadez se asocia con la felicidad, el éxito y la aceptación social, mientras que el sobrepeso se asocia con la pereza, la falta de fuerza de voluntad y la falta de control. La influencia social puede explicar la progresión desde la imagen corporal negativa "bloqueada" allocéntrica, hasta la obesidad o los trastornos alimentarios (TA), ya que los medios de comunicación y la cultura promueven tanto la dieta como la alimentación controlada como métodos para mejorar la satisfacción con la imagen corporal. Las personas con TA no pueden utilizar sus entradas sensoriales para actualizar las representaciones allocéntricas del cuerpo, por lo tanto, odian su cuerpo incluso después de una pérdida de peso significativa y continúan intentando mejorarlo.
La realidad virtual (RV) se ha dirigido a solucionar este problema ayudando a cambiar la experiencia del cuerpo y a mejorar la imagen corporal en pacientes con TA u obesidad. En las sesiones de RV, los pacientes ingresan a un entorno virtual que los enfrenta a situaciones críticas y luego se les ayuda a desarrollar estrategias específicas para enfrentar y evitar estas situaciones. Los efectos secundarios de la RV incluyen náuseas y mareos. En general, se encontraron buenos resultados durante el tratamiento con terapia cognitiva experiencial que también incluyó un protocolo específico de imagen corporal basado en RV en pacientes con obesidad y atracones.

## Investigaciones futuras
Debería llevarse a cabo más investigación sobre la memoria implícita y sus efectos y sesgos en los trastornos alimentarios. Hay resultados conflictivos de diferentes estudios que deben resolverse. Los estudios futuros pueden centrarse en corregir estos sesgos implícitos y explícitos en pacientes con trastornos alimentarios, y ver si la forma en que estas personas perciben afectivamente y consumen alimentos puede cambiarse enseñándoles cómo cambiar conscientemente sus propios patrones de pensamiento.
También se necesita más investigación para estudiar los efectos específicos de los sesgos de memoria y atención en varios trastornos alimentarios. La mayoría de las investigaciones actuales se han realizado en individuos con AN, sin embargo, para obtener una comprensión más completa de cómo los deterioros de la memoria afectan a las personas con TCA, también se deben analizar BN y TANE, y se deben comparar las diferencias y similitudes en los deterioros de la memoria en los trastornos alimentarios. Actualmente, muchos modelos animales han proporcionado información valiosa con respecto a los trastornos alimentarios, pero debido a las diferencias cognitivas y físicas, aún surgen diferencias. El uso de roedores para examinar los factores etiológicos genéticos de los trastornos alimentarios debe esperar pacientemente avances en los estudios humanos de los mismos trastornos.
Sería beneficioso continuar la investigación sobre los métodos de tratamiento COMET y realidad virtual. Hasta ahora, COMET parece ser una intervención efectiva y los resultados de los estudios sobre este método de intervención muestran que una investigación adicional será útil. La realidad virtual es otra herramienta de tratamiento que se ha demostrado que ayuda a modificar la imagen corporal negativa "bloqueada", y se obtuvieron buenos resultados en este estudio. Se pueden realizar mejoras para ambos estudios, incluido un mejor control de ciertas variables. Se ha encontrado que los sistemas de memoria deteriorados son la causa o el impulso de estos trastornos alimentarios. Si se desarrollan métodos de tratamiento que puedan dirigirse a estos sistemas de memoria deteriorados, podría ayudar no solo a las personas en estado crítico, sino también como intervención para personas en las primeras etapas para prevenir que sus trastornos alimentarios empeoren.
En última instancia, utilizando la investigación actual disponible, es importante llevar a cabo investigaciones futuras que amplíen y detallen lo que ya se ha descubierto para encontrar opciones de tratamiento para cada enfermedad.